# 楊介康
楊介康（1862年—?），字伯臧，号少麓、劭菉，湖北省漢陽府沔陽州人，清朝政治人物、同進士出身。
光緒十五年己丑科举人，十八年（1892年），参加光緒壬辰科殿試，登進士三甲141名。同年五月，改翰林院庶吉士。光緒二十年四月，散館，著以知县即用。